# Dekanat Francji zachodniej
Dekanat Francji zachodniej – jeden z 13 dekanatów Zachodnioeuropejskiego Egzarchatu Parafii Rosyjskich. Obowiązki dziekana pełnił w 2010 ks. archimandryta Symeon.
Na terenie dekanatu znajdują się następujące parafie:
- Parafia św. Sergiusza z Radoneża i św. Wigora z Bayeux w Colombelles
- Parafia Objawienia Pańskiego w Breście
- Parafia św. Bazylego i św. Aleksego w Nantes
- Parafia św. Jana Kronsztadzkiego i św. Nektariusza z Eginy w Rennes